# Севезький замок
Севезький єпископський замок (пол. Zamek biskupi w Siewierzu) — руїни замку краківських єпископів, розташовані у місті Севеж Бендзинського повіту Сілезького воєводства в Польщі. 

## Історія
Швидше всього, після надання міських прав Севежу (близько 1276 року), поруч із вигином річки Чорна Пшемша, посеред її заплав та боліт, що становили природний оборонний чинник, було збудовано нову резиденцію каштелянів. Її було споруджено на штучному острові, насипаному з землі та укріпленому дерев’яними палями. 
Достеменно невідомо, коли на цьому місці виник мурований замок. Ймовірно, що його було побудовано в Севежі вже за правління битомських князів у першій половині XIV століття.  
Першим мурованим елементом була циліндрична вежа, діаметром 9 метрів, побудована наприкінці XIII століття опольським князем Владиславом або його сином Мєшком Цешинським. У 1337—1358 роках цешинський князь Казимир I  наказав на місці валів збудувати мури та спорудити зі сходу муровану кам'яницю. На той час брама знаходилася у південній частині мурів, тобто з протилежного боку, ніж нині. 
У 1443 році Севезьке князівство, разом із замком та містом, були викуплені у князя-боржника Вацлава I Цешинського краківським єпископом Збігневом Олесницьким. Після декількох років суперечок з іншими сілезькими князями, краківські єпископи прийняли світський титул севезьких князів, а замок почав відігравати роль адміністративного та політичного центру Севезького князівства. 
У 1471—1488 роках єпископ Ян Жешовський наказав збудувати нову браму з протилежної (північної) сторони. Поруч із давньою нечинною південною брамою було споруджено новий будинок. 
У XVI столітті єпископи розбудували замок, надавши йому ренесансного вигляду. У 1518 році єпископ Ян Конарський спорудив вежу над новою брамою. З його ініціативи у північно-східній частині замку було побудовано нову будівлю. 
Єпископ Петро Томіцький  наказав розібрати готичну вежу у 1524—1530 роках, а матеріал з неї було використано для будівництва нових житлових крил замку в західній частині та репрезентаційної південної будівлі. Це надало замку характеру ренесансної резиденції з замковим подвір'ям, оточеним дерев’яними ґанками. Подальші роботи, які полягали у подовженні та надбудові західної будівлі, провів або єпископ Анджей Зебжидовський або ж єпископ Філіп Падневський. 
У 1575 році князь — єпископ Францишек Красинський укріпив замок, пристосувавши його до використання вогнепальної зброї. Було додано додатковий зовнішній мур, а простір між ним та замком було заповнено землею. Це створило артилерійську терасу, яка була обладнана 10 гарматами. Ворота були укріплені барбаканом. Мури були оточені ровом та водами Чорної Пшемші. Під час Шведського потопу Севезьке князівство залишалося номінально нейтральним, однак в замку перебували війська гетьмана Стефана Чарнецького, що спонукало шведів до його захоплення. 
Чергову перебудову було зроблено у 1681—1699 роках з ініціативи єпископа Яна Малаховського, шляхом перебудови східного крила та розміщення у ньому каплиці, а також шляхом спорудження аркадної лоджії та кухні з півночі. Завершив цю перебудову Костянтин Феліціан Шанявський. Окрім того, під час цієї перебудови було збільшено висоту надбрамної вежі, а також увінчано її бароковим шоломом з цибулею та ліхтарем. Після пожежі у середині XVIII століття вежу відреставрував єпископ Каетан Солтик. Загальна форма, яку замок мав на той час, збереглася в руїнах до сьогодні. 
У 1790 році Великий сейм ліквідував Севезьке князівство, включивши його до складу Речі Посполитої. У тому ж році замок покинув єпископ Фелікс Павло Турський, після чого той почав занепадати. Втім, ще під час Наполеонівських воєн, замок використовували з мілітарною метою. З 1807 року і впродовж усього XIX століття в замку ніхто не мешкав. 
У 50-их та 70-их роках XX століття в замку із перервами здійснювалися укріплювальні роботи. Їх поновили в 1999 році із метою збереження замку в стані постійної руїни. З історичних елементів повністю збереглися — підкріплені триступінчастими контрфорсами — зовнішні стіни житлових крил (крім південної стіни), два повні фрагменти стін житлових крил зі сторони подвір’я, вежа над головною брамою, барбакан, фрагменти оригінальних кам’яних елементів (колони, віконні рами, тощо) та оборонні мури XVI століття. Єдиним більш-менш значним елементом замку, який до цього часу було реконструйовано (у 1970-их роках), є фрагмент першого поверху східного крила (з боку подвір’я). 

## Світлини

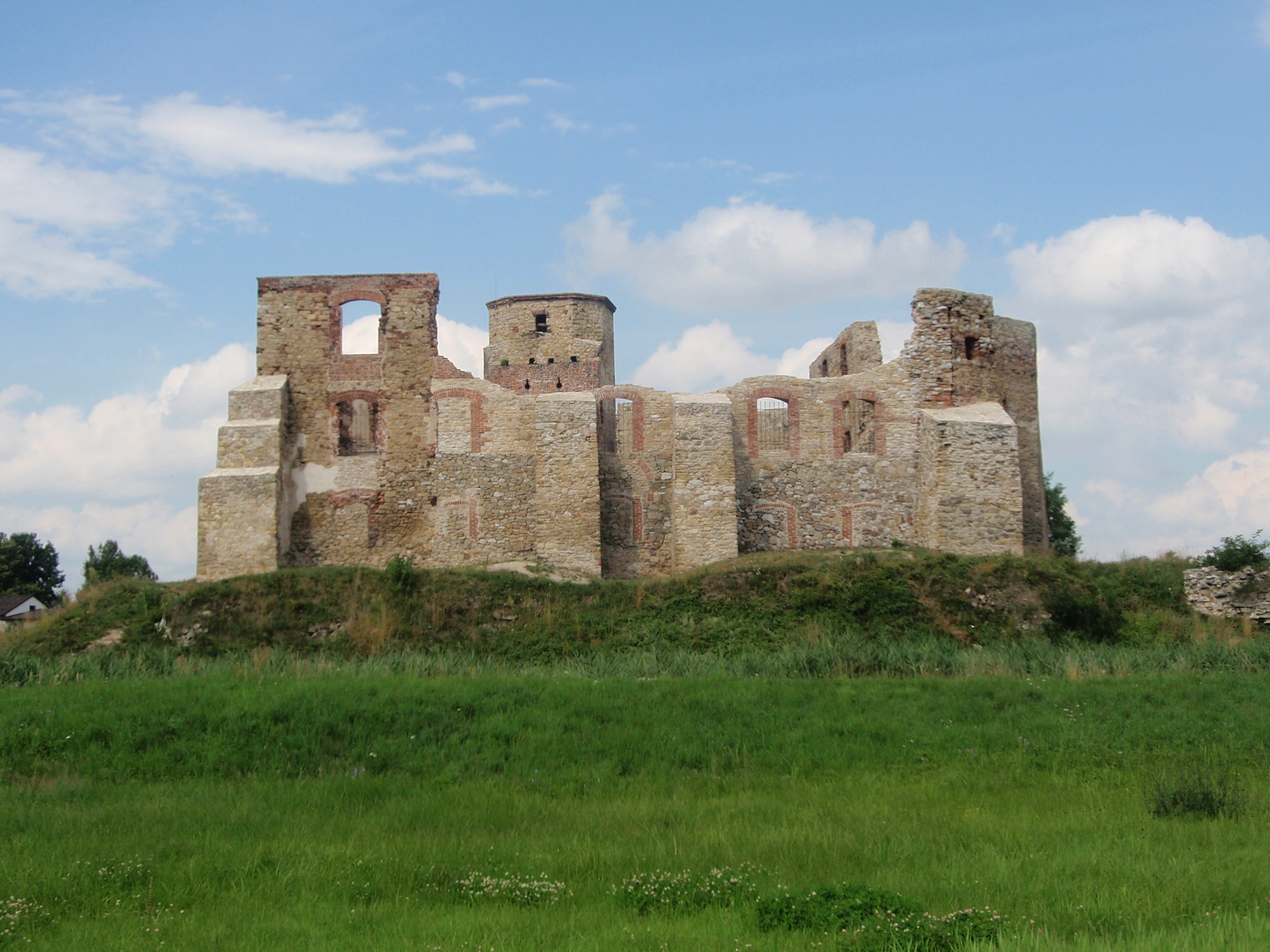
Вигляд на південну частину мурів
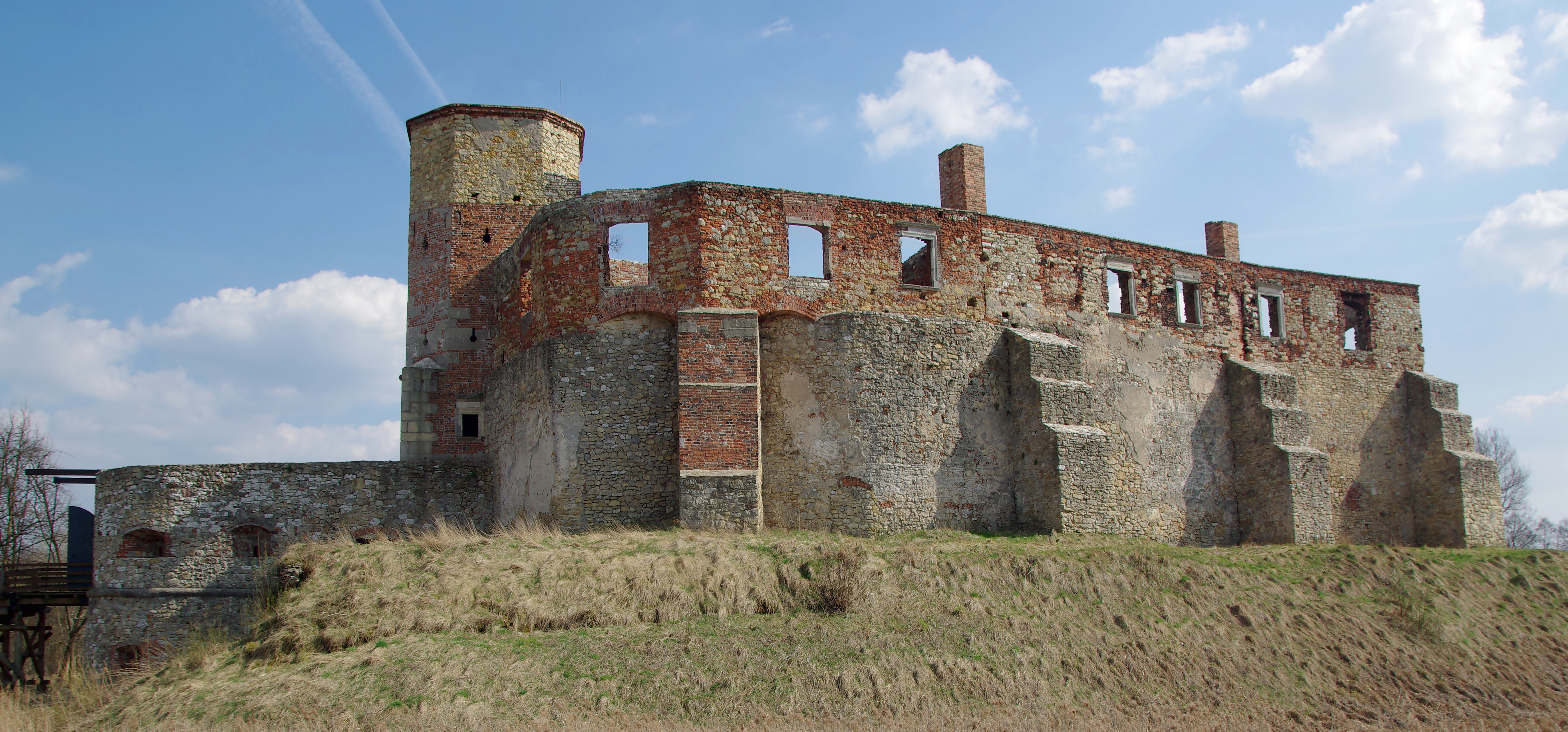
Західна стіна замку
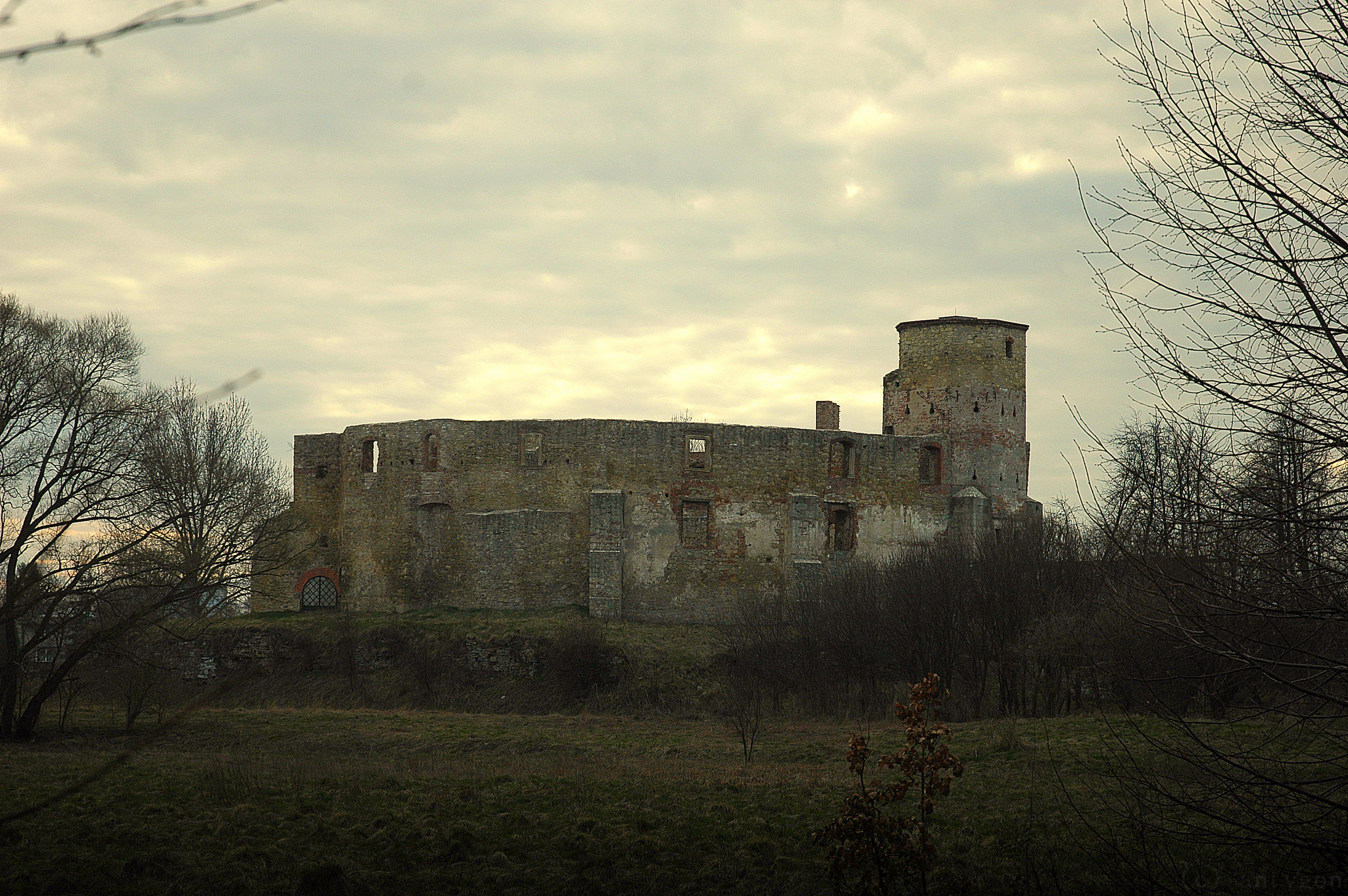
Східна стіна замку
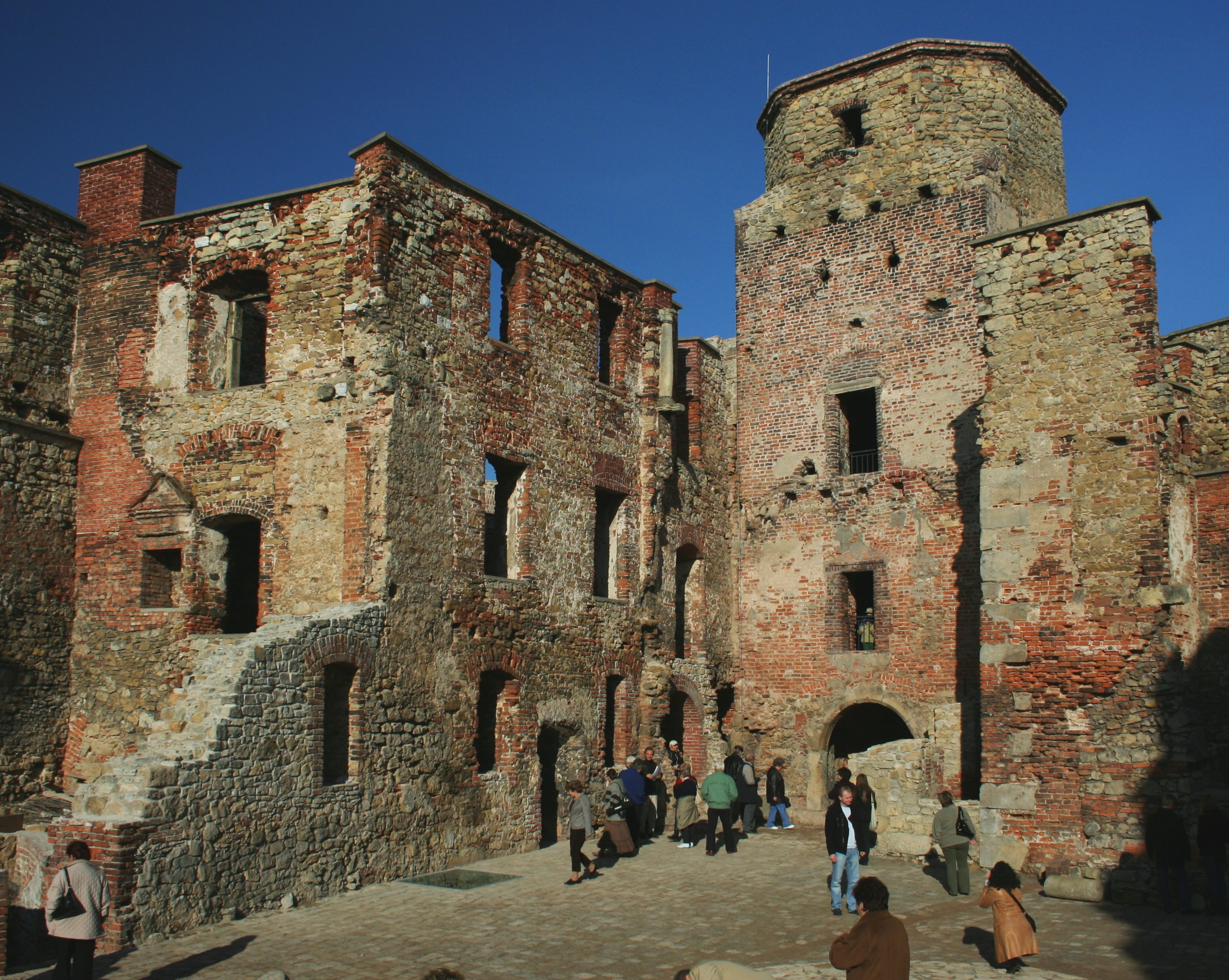
Замкове подвір'я
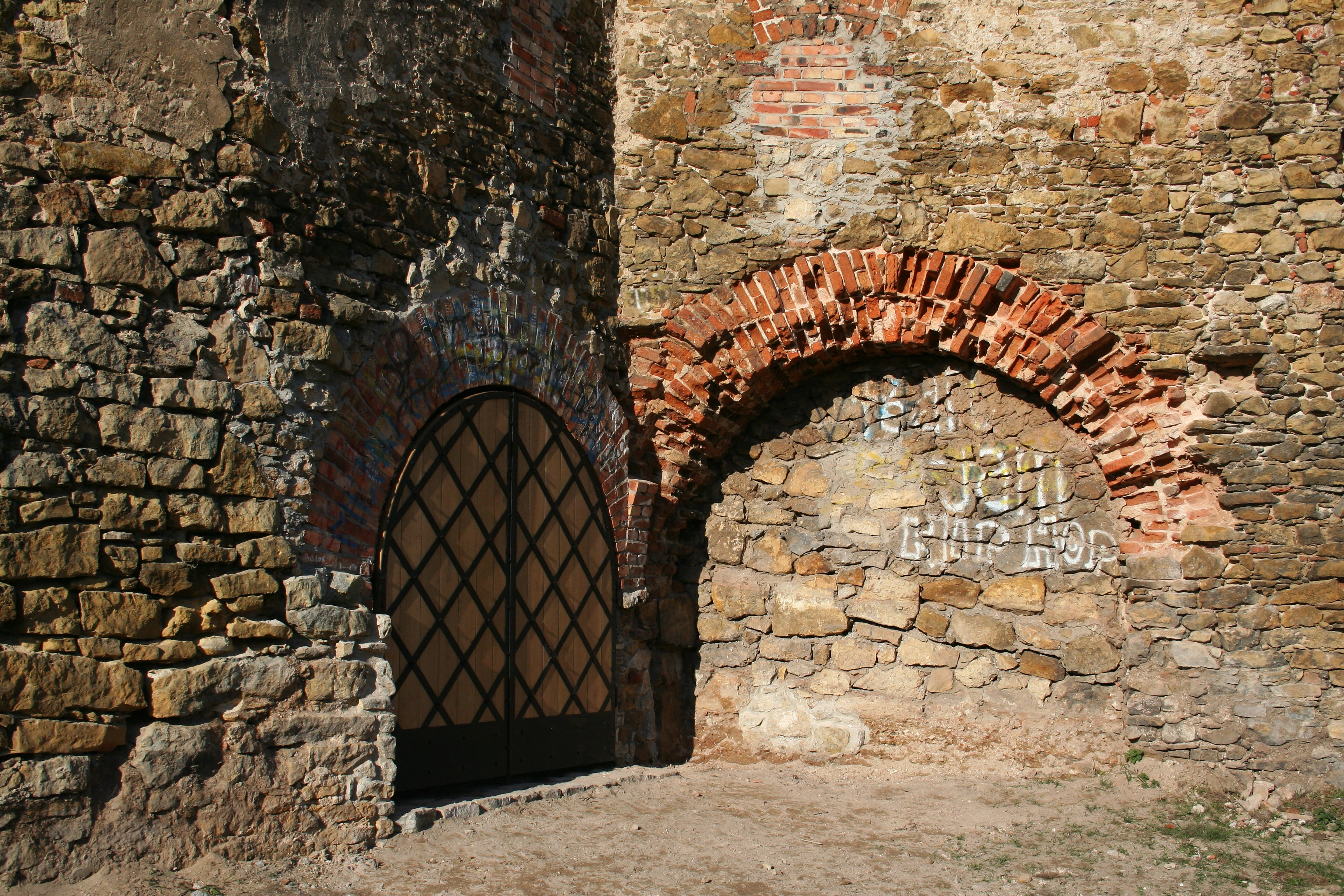
Аркади наріжника з південно-східної сторони
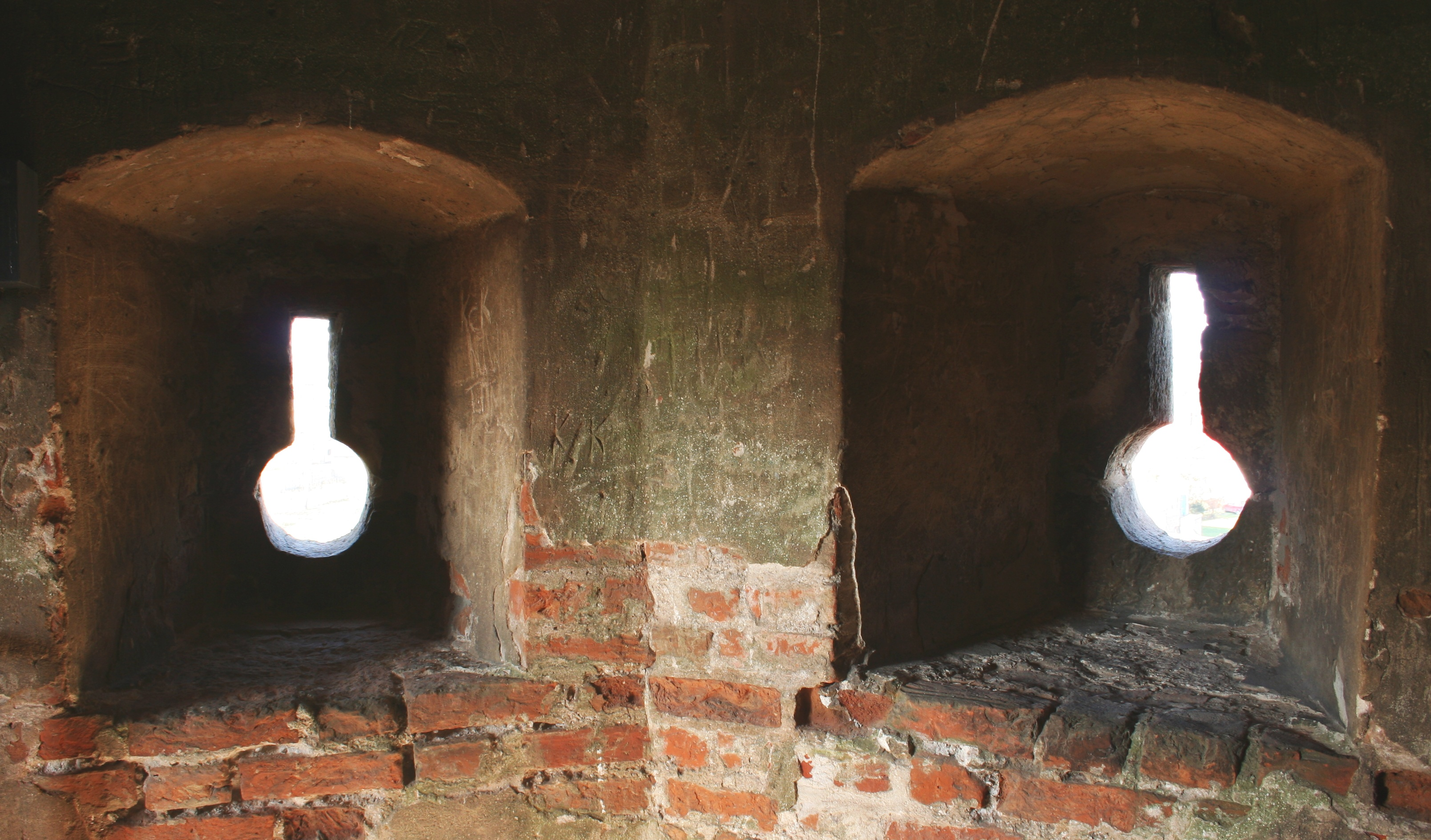
Ключові стрільниці у вежі